# St. Wendelin (Lehengütingen)

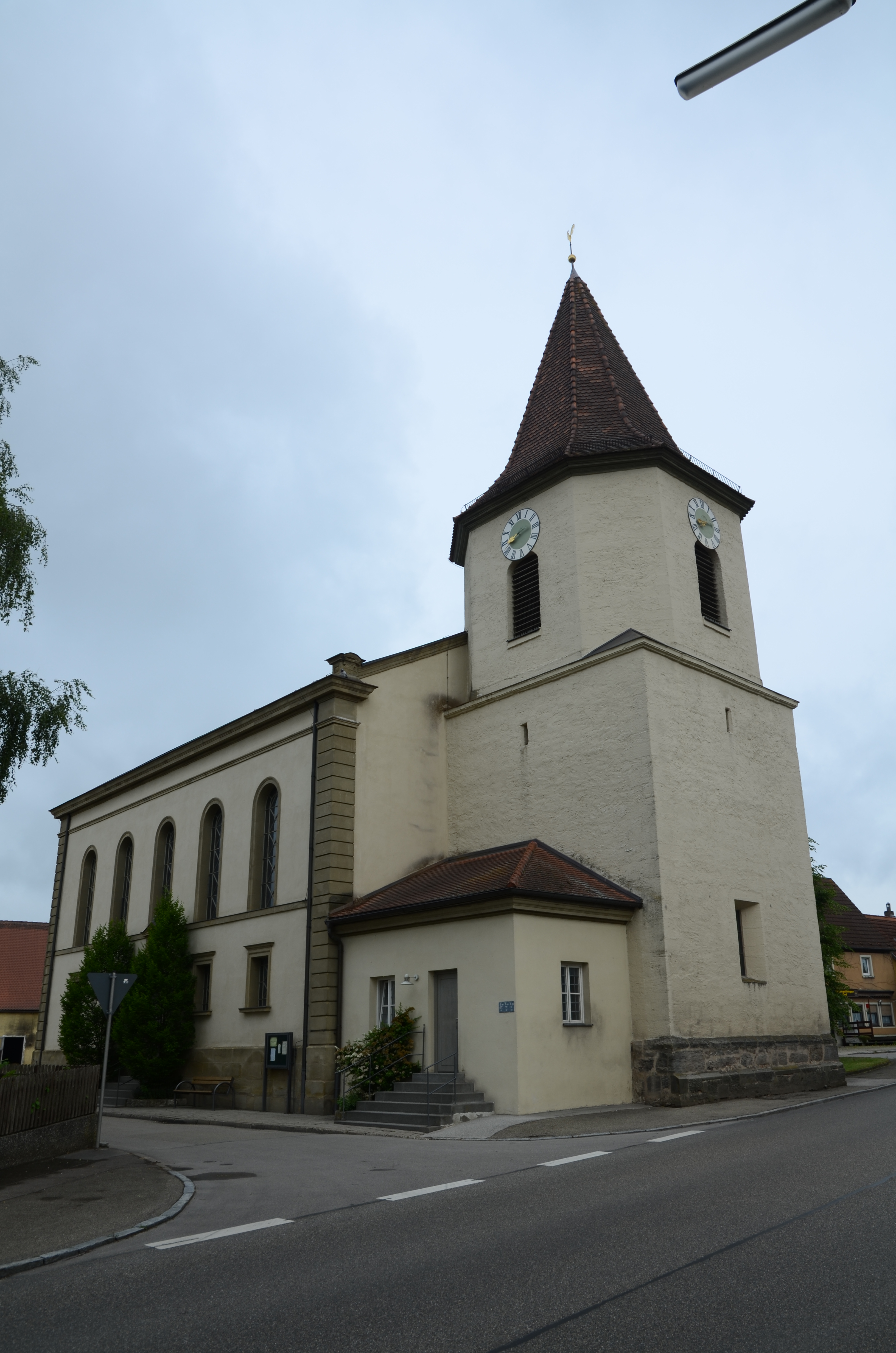
St. Wendelin (Lehengütingen)

Die evangelische, denkmalgeschützte Pfarrkirche St. Wendelin steht in Lehengütingen, einem Gemeindeteil des Marktes Schopfloch im Landkreis Ansbach (Mittelfranken, Bayern). Das Bauwerk ist unter der Denkmalnummer D-5-71-200-11 als Baudenkmal in der Bayerischen Denkmalliste eingetragen. Die Pfarrei gehört zum Dekanat Dinkelsbühl im Kirchenkreis Ansbach-Würzburg der Evangelisch-Lutherischen Kirche in Bayern.

## Beschreibung
Der untere Teil des Chorturms stammt aus dem späten Mittelalter. Er erhielt im 15. Jahrhundert ein achteckiges Geschoss, das die Turmuhr und den Glockenstuhl beherbergt, und einen achtseitigen Knickhelm. Das alte Langhaus wurde im September 1878 abgebrochen und ein neues durch ein Gesims in zwei Geschosse gegliedertes aus fünf Jochen mit Lisenen an den Ecken im Baustil der Neorenaissance gebaut. Die Sakristei wurde an der Südwand des Chorturms angebaut. Die Kirchenausstattung stammt aus der Bauzeit des neuen Langhauses. Am 8. Mai 1881 fand die Einweihung der neuen Kirche statt. Das Langhaus wurde 1937/38 erweitert.